# Afrogortyna
Afrogortyna là một chi bướm đêm thuộc họ Noctuidae.

## Loài
- Afrogortyna altimontana Krüger, 1997
- Afrogortyna trinota (Herrich-Schäffer, [1854])